# 世界時
世界時（せかいじ、英語: Universal Time、フランス語: Temps Universel、ドイツ語: Welt Zeit、略語：UT）とは、本初子午線上の平均太陽時を用いることにより世界で一意となる形に定義した時刻系である。地球の自転に基づく時刻系の一種である。
現在はUT1を指す（天測航法および測量における暦の独立引数）、もしくは協定世界時 (UTC) を指す（法令、通信、常用など）。
世界時は、グリニッジ平均時 (Greenwich Mean Time, GMT)、すなわちイギリスのグリニッジを通る経度0度の子午線（本初子午線）上での平均太陽時を部分的に継承している。現在のような常用時（正子から計る）のグリニッジ平均時を世界で一意的に用いるよう導入・採用した時に、それを「世界時」と呼ぶことが始まった。

## 地球の自転とLOD（一日の長さ）
世界時 (UT) は地球の自転に基づく時刻であり、子午線を通過する天体を毎日観測することによって測定することができる。
天文学者は測定方法として太陽を観測するよりも（太陽時）、恒星の子午線通過を観測する方（恒星時）をよく用いる。恒星を使う方がより精度のよい観測を行えるためである。今日では、VLBIを用いて遠方のクエーサーを観測することで UT を決定している。実際には国際原子時 (TAI) との差を求めており、マイクロ秒の精度で決定が可能である。
地球の自転と UT は国際地球回転・基準系事業 (IERS) によって監視されている。時刻標準の制定には国際天文学連合 (IAU) も関わっているが、時刻標準を通報する方式に関しては国際電気通信連合 (ITU) が責任を有する（時刻標準の通報の実施は各国の国家標準機関）。
地球の自転は不規則であり、かつ1日の長さ (LOD:Length of Day) も長期的（数百年の年数）には月の潮汐加速などによって非常に僅かずつだが長くなっている。国際単位系における1秒の長さは1750年から1890年までの月の観測から決められた値に基づいているため、平均太陽日の現在の平均値は86400 (=60×60×24) SI秒とはミリ秒単位の差があるものとなってしまった。
地球の自転の観測によるLODは、短期的（10年～50年程度の年数）には、常に86400秒より長くなり続けているわけではない。1970年代にはLODは86400.003秒程度（86400秒よりも3ミリ秒ほど長い）であったが、2000年から2012年までは、86400.001秒（86400秒よりも1ミリ秒ほど長い）以下に短くなっている。1999年以降は、毎年6月～8月には、LODは86400秒より短くなる期間さえある。
LODが86400秒より数ミリ秒だけ長いことが、閏秒を挿入する理由である。すなわち、LODが86400秒より1ミリ秒だけ長いとすると、1000日間の累積で1秒に達する。したがって、1000/365 = 2.74年であるので、約3年ごとに閏秒を挿入する必要があるのである。
UT の刻みの不規則性のゆえに、天文学者は暦表時を導入した。暦表時は現在は地球時（TT:Terrestrial Time）に置き換えられている。地球時 (TT) = 国際原子時 (TAI) +32.184秒 である。
原子時の一形態である太陽系力学時 (TDB:Barycentric Dynamical Time) は、主に2つの理由から惑星やその他の太陽系天体の天体暦を作る際に使われる時刻である。第1の理由は、これらの暦は惑星運動の光学・レーダー観測と結び付いており、一般相対性理論の補正の下でニュートンの運動方程式が成り立つようにTDB時刻系が作られているためである。第2は、地球の自転に基づく時刻系は一様に進まないので太陽系天体の運動の予測には使い難いためである。

## 世界時の種類
世界時にはいくつかの種類が存在する。
国際天文学連合 (IAU) は、UT0、UT1、UT2 および UTC の区別が必要ない場合には、それらの代わりに UT が使用され得ることを認めているが、曖昧さのない表記 UT0、UT1、UT2 および UTC は、それらを区別する必要がある全ての科学刊行物において使用されるよう勧告している。

### UT0
UT0は、天文台で恒星や銀河系外電波源の日周運動の観測、あるいは月や人工衛星の継続観測によって決められる世界時である。UT0 は地球の極運動の補正を含まない。極運動は地球上の任意の場所の地理学的位置が数メートルずれる原因となる。そのため、異なる天文台で同時刻に求めた UT0 は異なる値になる。したがって、UT0 は厳密な意味では"Universal"ではない。

### UT1
UT1は、UT0 から観測地の経度に表れる極運動の効果を補正して計算される値である。UT1 は地球上のどこでも同じ時刻であり、静止座標系に対する地球の真の回転角を定義する。地球の自転の角速度は一様ではないため、UT1 は1日当たり±3ミリ秒程度の不確定性をもつ。
なお、国際天文学連合 (IAU) は、閏秒によって UT1 の0.9秒以内に UTC を維持する現在の方法がSI秒と安全な天測航法の必要性を満たすことの両方を提供することを踏まえて、航空・航海暦は、UT1 を引数として刊行することを勧告している。
- UT1R は、UT1 から短期間（35日未満）の長周期潮[注釈 2]の効果を取り除いたもので、UT1 よりも進度が滑らかな時刻である[7]。

### UT2
UT2は UT1 を均した時刻である。すなわち UT1 には年周期・半年周期などの成分が含まれていることが分かっているので、以下の経験に基づく補正項を追加することによって大部分を取り除くことができる。ここでの t は太陽年で表した時間である。
{\displaystyle UT2=UT1+0.0220\cdot \sin(2\pi t)-0.0120\cdot \cos(2\pi t)-0.0060\cdot \sin(4\pi t)+0.0070\cdot \cos(4\pi t)\;{\mbox{seconds}}}
世界時は不規則に変動することから一様な時刻系として当時は暦表時を導入していたが、暦表時は定義としては厳密であったものの月の掩蔽観測や子午環観測によってこれを決定するまでに2、3年を待つ必要があり、ウィリアム・マーコウィッツが考案した「二重速度月位置カメラ」を用いてもこれが判明するまで数か月かかった。このため、その日その日に用いる時系は世界時による他ないことから、一様性を高めた世界時として UT2 を導入した。
1960年代は天文航法、測地天文、人工衛星を始め惑星、衛星の観測に必要とされたが、原子時計による一様な歩度のUTC（1972年の方式）を採用して以降は使われる場面が減少した。
ただし、学術目的で必要とされていたため国際報時局 (BIH) の年次報告 (BIH Annual Report) に1983年の報告まで UT2 と国際原子時 (TAI) との差 (UT2-TAI) を掲載し、1984年の報告から UT2R と国際原子時 (TAI) との差 (UT2R-TAI) を掲載した。
1988年に国際極運動観測事業 (IPMS) と国際報時局 (BIH) を国際地球回転観測事業 (IERS) に改組した後も、しばらくは IERS の年次報告 (IERS Annual Report) に UT2R-TAI を掲載しており1980年代まで地球自転の不規則変動の研究に利用された。
UT1に含まれる季節変動のうち、年周変化は主に偏西風の強弱変化により、半年周変化は主に太陽の引力による地球潮汐で地球が変形し自転軸の周りの慣性能率が変化することよるが、UT2の補正項は数年間の平均的な値なので実際の気象によってずれを生じたことから、1989年に国際地球回転観測事業 (IERS) は大気角運動量に関するデータを世界の研究者に提供するようになった。
- UT2R は、UT2 から短期間（35日未満）の長周期潮[注釈 2]の効果を取り除いたもの[12][14]。

### UTC
UTC（協定世界時）は、市民向けの常用時が基準としている国際標準である。UTC は原子時計で測定され、必要に応じて閏秒と呼ばれる1秒を挿入または除去することによって UT1 との差 (DUT1) が0.9秒以内に保たれるように調整されている。現在までのところ、閏秒の値は常に正（挿入）である。1秒未満の精度が必要でなければ、UTC を UT1 の近似として使うことができる。UT1 と UTC の差は、国際地球回転・基準系事業 (IERS) のWebサイトで見ることができる。

## 歴史

### 成り立ち
1925年1月から、正午から始まる天文時を廃止して、正子に始まる常用時を天文学でも用いることになった際に、従来までの正午からの G.M.T.（グリニッジ平均時）と区別して正子から始める時に別の名称をつけるべきとの議論が盛んになる。
そして、1925年7月15日に英国ケンブリッジで開かれた国際天文学連合 (IAU) の第2回会議で正子から始めるグリニッジ時の名称が議題となり、賛否の意見が闘わされるなかでフランスのアンドワイエ教授 (fr:Marie-Henri Andoyer) から Universal Time という呼称を使ってはどうかと言う意見が出される。しかし、会議では呼称については未定であり、かつユリウス日 (JD) については正子から始めずに、これまで通り正午から始めることになった。
ただし、国際会議ではグリニッジ時の正式な名称については決定的な結果を得なかったが、ドイツの出版物では1925年の始めから Weltzeit（ドイツ語の世界時）と呼んでおり、コペンハーゲン回報、大英天文協会回報、ハーバード回報でも天文会議後正式に決定されるまで「万国時」Universal Time (U.T.) と呼ぶことを発表した。
その後、1928年7月にライデンで開催された国際天文学連合 (IAU) 第3回総会において、7月12日に第4委員会（天文暦部 (Éphémérides)）のアイケルベルガー委員長の発議で「グリニッジ常用時 (Greenwich Civil Time (GCT))、および世界時（Weltzeit (W.Z.) または Universal Time (U.T.)）は正子から計るグリニッジ時を明確に示す。」ことが決議された。
さらに、1935年7月10日から7月17日までパリで開催された国際天文学連合 (IAU) 第5回総会で、正子から数えるグリニッジ平均時 (G.M.T.) に、世界時（Universal Time (U.T.)、Temps Universel (T.U.)、または Weltzeit (W.Z.)）を国際的に使用することが採択された。
そして、1948年にチューリッヒで開催された国際天文学連合 (IAU) 第7回総会では、第4委員会（天文暦部）は、天文学者がグリニッジ正子から起算した平均太陽時を示す際に、名称「世界時」(Temps Universel; Universal Time; Weltzeit) だけを使用することを勧告する。
これらの決議により、天文学者が使用する世界共通の経度によらない基準時刻は、グリニッジ平均時から世界時へと移行した。

### 変動成分の補正
1930年代に、水晶時計の安定度の向上や無線報時信号の利用による国際時刻比較の精密化につれて、地球の自転の角速度の季節的変化や経度変化などが検出される。1950年頃には、世界時の各種短周期変動が問題とされ始め、既知の変動成分を補正することになる。1955年にダブリンで開催された国際天文学連合 (IAU) 第9回総会で、第31委員会（国際報時局）はより精密な時の決定のため国際的に共通な補正を使用する目的で、極変化の外挿値と地球の自転の角速度の季節的変動の予測値を国際報時局（BIH、現IERS）で決定して各国共通にこの値を用いることを決定した。そして、観測から直接得られた生の世界時を UT0、これに経度変化の補正を加えたものを UT1、さらにこれに季節的変化の補正を加えたものを UT2 と名付けてそれぞれ区別することになり1956年から実施された。そのときから UT2 が代表的な世界時として正式に用いられる事に決まった。

### 協定世界時の導入
1950年代にセシウム原子時計が実用化が進み、各国の標準電波もこれを基準として電波を発射するようになる、一方、人工衛星の国際観測も盛んとなり、これらの全世界データを整約するために、国際的に統一した方法で UT2 の時刻を利用できることが強く望まれるようになる。
1959年にアメリカとイギリスが、標準電波の周波数を原子周波数標準に合わせることや報時信号を同期することを打ち合わせ、その後各国を勧誘した。
1960年の国際電波科学連合 (URSI) 第13回総会や1961年にバークレーで開催された国際天文学連合 (IAU) 第11回総会では、報時信号の国際同期に関する問題が討議され、具体化された（日本は1961年9月から実施）。
そして、1964年にハンブルクで開催された国際天文学連合 (IAU) 第12回総会の決議で、報時は UT2 に近似するように1年間一定の周波数オフセットと 0.1 秒のステップ調整をおこなうこととし、オフセットおよび秒信号の修正の量と時期は国際報時局（BIH、現IERS）が決定して、報時信号を国際的に同期する協定世界時 (UTC) 方式が勧告された。
なおこの方式は現行の方式とは異なるので、区別するために旧協定世界時と呼ばれる。
また、国際天文学連合 (IAU) 第12回総会で、第19委員会（緯度変化）と第31委員会（時）の分担を整理しており、地球の自転に基づく世界時は第31委員会（時）から第19委員会（地球回転）に移管して、原子時に関係する協定世界時は第31委員会（時）で取り扱うことになる。なお国際報時局 (BIH) は従来通り第31委員会（時）に所属した

### 採用経度系の統一と慣用国際原点 (CIO) の採用
1962年に国際報時局（BIH、現IERS）の主導により天文台の採用経度の第1回国際的全面改定が行われた。国際報時局（BIH、現 IERS）を中核とする国際報時事業に参加する天文台は年とともに数を増してきたが、新しく参加する天文台は、無線報時信号を仲介として既設の天文台との時刻比較を行い、その天文台の採用経度を参考に新たな天文台の経度値を決める手順をとったため、全体として採用経度系が不統一となっていた。採用経度値を頻繁に変更すると、後からの資料の整理計算に甚だしく不利となるので、それまで極力避けられてきたが、観測精度の向上、時計や無線報時の時刻比較精度の向上につれて、いままで採用経度系の杜撰さが目立つようになったので、採用経度系を統一することになった。このときの経度の極原点は、国際報時事業に参加する天文台の採用経度系から平均的に規定され、その後に採用される慣用国際原点（CIO、1900年から1905年までの6年間に極運動で移動した北極の平均位置）とは無関係であった。この際、各国の天文台は採用経度値の変更に応じて UT1 についても変更を要請されており、東京天文台の場合は -8 ms であった。こうして各天文台ごとの UT1 も、それらを国際報時局（BIH、現 IERS）で整約・加重平均して算出する UT1 もミリ秒単位の不連続が発生した（UT1 に補正を加えた UT2 も同様）。
また、1964年にハンブルクで開催された第12回国際天文学連合 (IAU) で天文常数の変更が批准され、1968年から実施された。この天文常数の変更の中に光行差常数の変更があったため、天文台からみた恒星の見かけの方向の解釈が変更されることになり、採用経度の変更とは別に世界時に不連続が発生する。東京天文台での UT1 の不連続は +1.8 ms であった。
さらに、1967年8月にプラハで開催された第13回国際天文学連合 (IAU) の決議（第19委員会、地球回転）により、北極点として慣用国際原点 (CIO) が採用される。これに伴い、国際報時局（BIH、現IERS）での統一計算の結果に基づいて第2回国際的全面改定が行われ、1969年から各国の天文台にその採用経度値を変更するよう要請される。これに伴う東京天文台での UT1 の不連続は +2.8 ms であった。なお、このときリッチモンド（アメリカ海軍天文台 (USNO) のフロリダ支所）とワシントンは基本星表FK4の採用に伴い赤経の偏りに応じた採用経度の変更を行ったが、この処置は世界時には影響しない。

### 協定世界時の改善
旧協定世界時は運用が煩雑で、また1秒の刻みも一様でないなどの短所を持つことから、1970年にブライトンで開催された国際天文学連合 (IAU) 第14回総会で、旧協定世界時の大幅な改善策が決議された。
1971年の国際無線通信諮問委員会（CCIR）の中間会議で、細部の具体策を含めて現行の協定世界時 (UTC) が決定され、1972年に実施された。これにより UTC に閏秒が導入され、UTC は UT1 との差が一定の範囲内なるように国際報時局（BIH、現IERS）で調整・管理される。これ以後は、UT0、UT1、UT2、暦表時 (ET)、国際原子時 (TAI) が UTC を仲介して結ばれる。
1973年にシドニーで開催された国際天文学連合 (IAU) 第15回総会で、協定世界時の管理規則改訂が決議され、UT1-UTC の許容差が ±0.7 秒未満から、±0.950 秒（DUT1の最大値を0.9秒にとどめるため）に拡大すること、また、閏秒の実施時期を追加することが勧告された。その後、1974年3月に開催されたCCIRの会議で UTC の運用規則（現 ITU-R勧告TF.460）が改訂され、UTC-UT1 の絶対値の許容限界を 0.9 秒以内に広げること、また、時刻調整（閏秒）の実施予定日を従来の UTC の6月末および12月末を第一優先とし、さらに3月末および9月末を第二優先として加えることにし、1975年1月1日から、この改訂を実施することになった。

### 用語の整理
1976年にグルノーブルで開催された国際天文学連合 (IAU) 第16回総会において、第4委員会（暦）および第31委員会（時）の共同決議第1号で、グリニッジ平均時 (GMT) と世界時 (UT) の使用に関する明確化の望ましさを考慮し、GMT と UT は時刻の最大精度が整数秒である法令、通信、常用その他の目的では協定世界時 (UTC) の意味で使用されること、また、GMT と UT は天測航法および測量における暦の独立引数としては世界時の UT1 の意味で引き続き使用されることを指摘した。これらを踏まえて、UT0、UT1、UT2 および UTC の区別が必要ない場合には、それらの代わりに UT が使用され得ることを認め、一方、GMT については適切な名称に置き換えられることが強調される。以上の諸点を確認した上で、曖昧さのない表記 UT0、UT1、UT2 および UTC は、それらを区別する必要がある全ての科学刊行物において使用されるよう勧告された。
また、世界時の略語が統一され、フランス語のT.U.などは廃止され、UT0(i)、UT1(i)、UT2(i) などと表記し文字 “i” には天文台の略語（例えば、当時の東京天文台は TAO）が入ることになる。また、協定世界時は UTC(i) で、“i” には UTC の時刻を現示する機関の略語がはいる。ただし、国際報時局（BIH、現IERS）は誤解の恐れがない場合は (BIH) を省略できる。
UTC と時計比較する原子時計を運用する機関の略語は、当時の緯度観測所は ILOM、電波研究所は RRL、東京天文台は TAO、米海軍天文台は USNO などであった  。

### 新たな補正
1982年にパトラで開催された国際天文学連合 (IAU) 第18回総会において、決議C5号（第4、第9、第31委員会）で、IAU(1976)天文定数系、IAU1980 章動理論および基本星表FK5における分点が1984年1月1日から導入されることを踏まえて、新たに世界時 (UT1) とグリニッジ平均恒星時 (GMST) の関係式が定義された。また、決議C9号（第19、第31委員会）で、世界時の処理や刊行物で長周期潮の役割を明確にする必要を考慮し、文字Rを35日未満の周期の補正がなされたことを示すために関連する量の表記に付与することができること（例えば、UT1R など）が勧告された。

### IERSの設立
1985年にデリーで開催された国際天文学連合 (IAU) 第19回総会において、決議B1号（時の責任）と決議B2号（基準座標系）により、時刻の中央局である国際報時局 (BIH) と極運動の中央局である国際極運動観測事業 (IPMS) を廃止して、BIH と IPMS を統合した新しい組織として国際地球回転観測事業（IERS、現国際地球回転・基準系事業）を1988年1月から発足させることになる。そして、国際報時局 (BIH) が管理していた国際原子時 (TAI) を、国際度量衡委員会 (CIPM) と国際度量衡総会 (CGPM) の責任の元で国際度量衡局 (BIPM) に移管することを認め、新組織の国際地球回転観測事業（IERS）の中央局が世界各地の観測値をもとに、ΔUT1 (UT1-UTC) や極運動を決め、閏秒の決定も行うことになった。
地球回転の観測は、1988年から国際的に従来の光学による方位・位置観測（写真天頂筒 (PZT) など）から電波・レーザーを使用した高精度の距離観測（VLBIや月レーザー測距・人工衛星レーザー測距・LIDARなど）に移行することになる。

### 一般相対性理論に基づく基準座標系
1988年にボルチモアで開催された国際天文学連合 (IAU) 第20回総会において、決議C1号（基準座標系作業部会 (WGRF)）で基準座標系についての方針が勧告され、決議C2号（委員会合同プロジェクトの継続）で章動、天文定数、原点、基準座標系および時刻に関してプロジェクトを基準座標系作業部会で継続することや、国際測地学・地球物理学連合 (IUGG) 国際測地学協会 (IAG) とともに国際地球回転観測事業（IERS、現国際地球回転・基準系事業）と緊密に連携することが勧告される。
その後、1991年から2006年にかけて一般相対性理論に基づいた基準座標系の採用、歳差章動理論・国際天球基準座標系 (ICRF) および国際地球基準座標系 (ITRF) 定義の改訂が行われ、UT1 はVLBIの観測をもとにIAU 2006 章動理論や座標変換によって定義されるようになった。